# Syzygium verrucosum
Syzygium verrucosum är en myrtenväxtart som beskrevs av Albert Ulrich Däniker. Syzygium verrucosum ingår i släktet Syzygium och familjen myrtenväxter. Inga underarter finns listade i Catalogue of Life.